# Jens Cajuste
Jens-Lys Michel Cajuste (Göteborg, 10 agosto 1999) è un calciatore svedese, centrocampista dell'Ipswich Town, in prestito dal Napoli, e della nazionale svedese.

## Biografia
È nato in Svezia da padre haitiano-statunitense e madre svedese. All'età di cinque anni si è trasferito in Cina al seguito della famiglia; ha vissuto un anno a Luoyang e successivamente a Pechino, dove ha iniziato a giocare a calcio. Nel 2009 è tornato in Svezia.

## Caratteristiche tecniche
È un centrocampista abile a spostarsi rapidamente da un'area di rigore all'altra, dotato di grande fisicità e abile nel recuperare i palloni così come nel servire i compagni. Molto bravo a eludere il pressing degli avversari, dispone di buona tecnica e cerca spesso la giocata semplice. Riesce inoltre a incidere in zona offensiva grazie agli ottimi tempi di inserimento e a una buona precisione nei tiri dalla distanza.

## Carriera

### Club

#### Örgryte e Midtjylland
Cresciuto nel settore giovanile dell'Örgryte, fa il suo esordio in prima squadra il 17 ottobre 2016, disputando l'incontro di Superettan perso per 4-1 contro il Sirius.
Nel giugno 2018 viene acquistato a titolo definitivo dai danesi del Midtjylland. Debutta con la nuova maglia il 26 luglio seguente, nella gara di Superligaen vinta per 3-0 contro il Randers. L'8 luglio 2019, invece, fa il suo esordio nelle competizioni europee, in occasione del match di qualificazione di Europa League perso per 2-4 contro i Rangers di Glasgow. Il 21 ottobre seguente, analogamente contro il Randers, segna il suo primo gol da professionista, fissando il punteggio sul definitivo 2-1 a favore dei rossoneri. In tre stagioni e mezza conquista un campionato danese e una Coppa di Danimarca, collezionando complessivamente 79 presenze.

#### Stade Reims
Il 10 gennaio 2022 viene ufficializzato il suo trasferimento allo Stade Reims. Esordisce con i francesi sei giorni dopo, nella gara casalinga contro il Metz, valida per la 21ª giornata di Ligue 1 e persa per 0-1. Il 6 marzo seguente mette a segno la prima rete con la nuova maglia, in occasione del pareggio casalingo contro lo Strasburgo (1-1), valido per la 27ª giornata di campionato. In una stagione e mezza tra le file biancorosse, il centrocampista svedese raccoglie 42 presenze complessive, risultando un'importante arma a gara in corso: 5 dei suoi 6 gol totali, infatti, li realizza da subentrato.

#### Napoli
Il 10 agosto 2023 viene acquistato a titolo definitivo dal Napoli, con cui firma un contratto quinquennale. Debutta con i partenopei il 19 dello stesso mese, scendendo in campo dal primo minuto nella vittoria per 1-3 sul campo del Frosinone, valida per la prima giornata di Serie A. Il successivo 16 settembre, durante la gara esterna contro il Genoa, valida per la quarta giornata di campionato, serve l'assist a Giacomo Raspadori per il gol del momentaneo 2-1 a favore dei rossoblù; l'incontro terminerà poi con il risultato di 2-2. Conclude la stagione totalizzando 35 presenze in tutte le competizioni.

#### Prestito all'Ipswich Town
Il 19 agosto 2024, dopo un solo anno in azzurro e la cessione saltata al Brentford, in Premier League, per via del mancato superamento delle visite mediche di rito, Cajuste si trasferisce all'Ipswich Town, altra squadra del massimo campionato inglese: la formula dell'operazione è un prestito oneroso a 1,5 milioni di euro, con diritto di riscatto fissato a 12 milioni di euro e convertibile in obbligo in caso di salvezza del club a fine stagione. Esordisce con la nuova maglia il 28 dello stesso mese, disputando da titolare il match di Carabao Cup perso ai calci di rigore contro l'AFC Wimbledon. Il 15 marzo 2025 realizza il suo primo gol con il club inglese, in occasione della gara casalinga contro il Nottingham Forest, persa per 4-2 e valevole per la 29ª giornata di campionato. Al termine della stagione, chiusa con la retrocessione della squadra in Championship, il giocatore fa ritorno al Napoli.
Il 7 agosto 2025 si trasferisce nuovamente all'Ipswich Town in prestito oneroso per 2 milioni di euro e con un riscatto fissato a 7,5 milioni, tramutabile in obbligo in caso di promozione del club inglese in Premier League al termine del campionato.

### Nazionale
Dopo essere sceso in campo per tre volte con la selezione Under-21 nel 2019, l'11 novembre 2020 fa il suo debutto in nazionale maggiore, giocando da titolare l'amichevole persa per 2-0 contro la Danimarca.
Nel maggio del 2021 viene incluso dal CT Janne Andersson nella lista dei 26 convocati per il campionato d'Europa 2020, posticipato di un anno a causa della pandemia di COVID-19. Durante la competizione, che vede la Svezia eliminata agli ottavi di finale per mano dell'Ucraina, Cajuste scende in campo soltanto in un'occasione, subentrando negli ultimi minuti del match contro la Spagna, valido per la prima giornata della fase a gironi e terminato 0-0.

## Statistiche

### Presenze e reti nei club
Statistiche aggiornate al 7 agosto 2025.
| Stagione            | Squadra             | Campionato          | Campionato | Campionato | Coppe nazionali | Coppe nazionali | Coppe nazionali | Coppe continentali | Coppe continentali | Coppe continentali | Altre coppe | Altre coppe | Altre coppe | Totale | Totale |
| Stagione            | Squadra             | Comp                | Pres       | Reti       | Comp            | Pres            | Reti            | Comp               | Pres               | Reti               | Comp        | Pres        | Reti        | Pres   | Reti   |
| ------------------- | ------------------- | ------------------- | ---------- | ---------- | --------------- | --------------- | --------------- | ------------------ | ------------------ | ------------------ | ----------- | ----------- | ----------- | ------ | ------ |
| 2016                | Örgryte             | S                   | 3          | 0          | CS              | 1               | 0               |                    | -                  | -                  |             | -           | -           | 4      | 0      |
| 2017                | Örgryte             | S                   | 3+2        | 0          | CS              | 1               | 0               |                    | -                  | -                  |             | -           | -           | 6      | 0      |
| 2018                | Örgryte             | S                   | 8          | 0          | CS              | 0               | 0               |                    | -                  | -                  |             | -           | -           | 8      | 0      |
| Totale Örgryte      | Totale Örgryte      | Totale Örgryte      | 14+2       | 0          |                 | 2               | 0               |                    | -                  | -                  |             | -           | -           | 18     | 0      |
| 2018-2019           | Midtjylland         | SL                  | 1+1        | 0          | CD              | 1               | 0               | UCL+UEL            | 0                  | 0                  |             | -           | -           | 3      | 0      |
| 2019-2020           | Midtjylland         | SL                  | 16+8       | 1+0        | CD              | 1               | 0               | UEL                | 2                  | 0                  |             | -           | -           | 27     | 1      |
| 2020-2021           | Midtjylland         | SL                  | 18+9       | 1+0        | CD              | 4               | 0               | UCL                | 8                  | 0                  |             | -           | -           | 39     | 1      |
| 2021-gen. 2022      | Midtjylland         | SL                  | 5          | 0          | CD              | 1               | 0               | UEL                | 4                  | 0                  |             | -           | -           | 10     | 0      |
| Totale Midtjylland  | Totale Midtjylland  | Totale Midtjylland  | 40+18      | 2          |                 | 7               | 0               |                    | 14                 | 0                  |             | -           | -           | 79     | 2      |
| gen.-giu. 2022      | Stade Reims         | L1                  | 8          | 2          | CF              | 1               | 0               | -                  | -                  | -                  |             | -           | -           | 9      | 2      |
| 2022-2023           | Stade Reims         | L1                  | 31         | 3          | CF              | 2               | 1               | -                  | -                  | -                  |             | -           | -           | 33     | 4      |
| Totale Stade Reims  | Totale Stade Reims  | Totale Stade Reims  | 39         | 5          |                 | 3               | 1               |                    |                    |                    |             |             |             | 42     | 6      |
| 2023-2024           | Napoli              | A                   | 26         | 0          | CI              | 1               | 0               | UCL                | 6                  | 0                  | SI          | 2           | 0           | 35     | 0      |
| 2024-2025           | Ipswich Town        | PL                  | 30         | 1          | FA+CdL          | 2+1             | 0+0             | -                  | -                  | -                  | -           | -           | -           | 33     | 1      |
| 2025-2026           | Ipswich Town        | FLC                 | -          | -          | FA+CdL          | -               | -               | -                  | -                  | -                  | -           | -           | -           | -      | -      |
| Totale Ipswich Town | Totale Ipswich Town | Totale Ipswich Town | 30         | 1          |                 | 3               | 0               |                    | -                  | -                  |             | -           | -           | 33     | 1      |
| Totale carriera     | Totale carriera     | Totale carriera     | 169        | 8          |                 | 16              | 1               |                    | 20                 | 0                  |             | 2           | 0           | 207    | 9      |

### Cronologia presenze e reti in nazionale
| Cronologia completa delle presenze e delle reti in nazionale ― Svezia | Cronologia completa delle presenze e delle reti in nazionale ― Svezia | Cronologia completa delle presenze e delle reti in nazionale ― Svezia | Cronologia completa delle presenze e delle reti in nazionale ― Svezia | Cronologia completa delle presenze e delle reti in nazionale ― Svezia | Cronologia completa delle presenze e delle reti in nazionale ― Svezia | Cronologia completa delle presenze e delle reti in nazionale ― Svezia | Cronologia completa delle presenze e delle reti in nazionale ― Svezia |
| Data                                                                  | Città                                                                 | In casa                                                               | Risultato                                                             | Ospiti                                                                | Competizione                                                          | Reti                                                                  | Note                                                                  |
| --------------------------------------------------------------------- | --------------------------------------------------------------------- | --------------------------------------------------------------------- | --------------------------------------------------------------------- | --------------------------------------------------------------------- | --------------------------------------------------------------------- | --------------------------------------------------------------------- | --------------------------------------------------------------------- |
| 11-11-2020                                                            | Brøndby                                                               | Danimarca                                                             | 2 – 0                                                                 | Svezia                                                                | Amichevole                                                            | -                                                                     |                                                                       |
| 17-11-2020                                                            | Saint Denis                                                           | Francia                                                               | 4 – 2                                                                 | Svezia                                                                | UEFA Nations League 2020-2021 - 1º turno                              | -                                                                     | 87’                                                                   |
| 31-3-2021                                                             | Stoccolma                                                             | Svezia                                                                | 1 – 0                                                                 | Estonia                                                               | Amichevole                                                            | -                                                                     |                                                                       |
| 29-5-2021                                                             | Stoccolma                                                             | Svezia                                                                | 2 – 0                                                                 | Finlandia                                                             | Amichevole                                                            | -                                                                     | 67’                                                                   |
| 14-6-2021                                                             | Siviglia                                                              | Spagna                                                                | 0 – 0                                                                 | Svezia                                                                | Euro 2020 - 1º turno                                                  | -                                                                     | 84’                                                                   |
| 2-9-2021                                                              | Solna                                                                 | Svezia                                                                | 2 – 1                                                                 | Spagna                                                                | Qual. Mondiali 2022                                                   | -                                                                     | 69’                                                                   |
| 5-9-2021                                                              | Solna                                                                 | Svezia                                                                | 2 – 1                                                                 | Uzbekistan                                                            | Amichevole                                                            | -                                                                     |                                                                       |
| 9-10-2021                                                             | Solna                                                                 | Svezia                                                                | 3 – 0                                                                 | Kosovo                                                                | Qual. Mondiali 2022                                                   | -                                                                     | 84’                                                                   |
| 12-10-2021                                                            | Solna                                                                 | Svezia                                                                | 2 – 0                                                                 | Grecia                                                                | Qual. Mondiali 2022                                                   | -                                                                     | 83’                                                                   |
| 2-6-2022                                                              | Lubiana                                                               | Slovenia                                                              | 0 – 2                                                                 | Svezia                                                                | UEFA Nations League 2022-2023 - 1º turno                              | -                                                                     | 79’                                                                   |
| 5-6-2022                                                              | Solna                                                                 | Svezia                                                                | 1 – 2                                                                 | Norvegia                                                              | UEFA Nations League 2022-2023 - 1º turno                              | -                                                                     | 78’                                                                   |
| 9-6-2022                                                              | Solna                                                                 | Svezia                                                                | 0 – 1                                                                 | Serbia                                                                | UEFA Nations League 2022-2023 - 1º turno                              | -                                                                     |                                                                       |
| 12-6-2022                                                             | Oslo                                                                  | Norvegia                                                              | 3 – 2                                                                 | Svezia                                                                | UEFA Nations League 2022-2023 - 1º turno                              | -                                                                     | 83’                                                                   |
| 24-9-2022                                                             | Belgrado                                                              | Serbia                                                                | 4 – 1                                                                 | Svezia                                                                | UEFA Nations League 2022-2023 - 1º turno                              | -                                                                     | 46’                                                                   |
| 16-6-2023                                                             | Solna                                                                 | Svezia                                                                | 4 – 1                                                                 | Nuova Zelanda                                                         | Amichevole                                                            | -                                                                     | 61’                                                                   |
| 9-9-2023                                                              | Tallinn                                                               | Estonia                                                               | 0 – 5                                                                 | Svezia                                                                | Qual. Euro 2024                                                       | -                                                                     |                                                                       |
| 12-9-2023                                                             | Solna                                                                 | Svezia                                                                | 1 – 3                                                                 | Austria                                                               | Qual. Euro 2024                                                       | -                                                                     | 75’                                                                   |
| 16-10-2023                                                            | Bruxelles                                                             | Belgio                                                                | 1 – 1                                                                 | Svezia                                                                | Qual. Euro 2024                                                       | -                                                                     |                                                                       |
| 16-11-2023                                                            | Baku                                                                  | Azerbaigian                                                           | 3 – 0                                                                 | Svezia                                                                | Qual. Euro 2024                                                       | -                                                                     | 52’ 75’                                                               |
| 19-11-2023                                                            | Solna                                                                 | Svezia                                                                | 2 – 0                                                                 | Estonia                                                               | Qual. Euro 2024                                                       | -                                                                     | 85’                                                                   |
| 21-3-2024                                                             | Guimaraes                                                             | Portogallo                                                            | 5 – 2                                                                 | Svezia                                                                | Amichevole                                                            | -                                                                     | 75’                                                                   |
| 5-6-2024                                                              | Copenaghen                                                            | Danimarca                                                             | 2 – 1                                                                 | Svezia                                                                | Amichevole                                                            | -                                                                     | 90+2’                                                                 |
| 8-6-2024                                                              | Solna                                                                 | Svezia                                                                | 0 – 3                                                                 | Serbia                                                                | Amichevole                                                            | -                                                                     |                                                                       |
| 5-9-2024                                                              | Baku                                                                  | Azerbaigian                                                           | 1 – 3                                                                 | Svezia                                                                | UEFA Nations League 2024-2025 - 1º turno                              | -                                                                     | 72’                                                                   |
| 8-9-2024                                                              | Solna                                                                 | Svezia                                                                | 3 – 0                                                                 | Estonia                                                               | UEFA Nations League 2024-2025 - 1º turno                              | -                                                                     | 63’                                                                   |
| Totale                                                                |                                                                       | Presenze                                                              | 25                                                                    |                                                                       | Reti                                                                  | 0                                                                     |                                                                       |

## Palmarès

### Club

#### Competizioni nazionali
- Coppa di Danimarca: 1

Midtjylland: 2018-2019
- Campionato danese: 1

Midtjylland: 2019-2020